# Traductio
En retórica, la traductio, dentro de las figuras literarias, es una de las figuras de repetición. Consiste en repetir de forma significativa una palabra, bien de forma literal, bien con alguna alteración gramatical (en este caso, resultaría más apropiado hablar de annominatio). Si, además, la palabra repetida aparece con sus distintas acepciones, entonces coincidiría con la antanaclasis.
Ejemplo: "si el fecho faz gran fecho e buen fecho e bien fecho, non es gran fecho..." (Don Juan Manuel, El conde Lucanor). 
- Datos: Q1962866